# Oedicladium fragile
Oedicladium fragile là một loài Rêu trong họ Myuriaceae. Loài này được Cardot miêu tả khoa học đầu tiên năm 1905.